# Autobahnmeisterei Legefeld

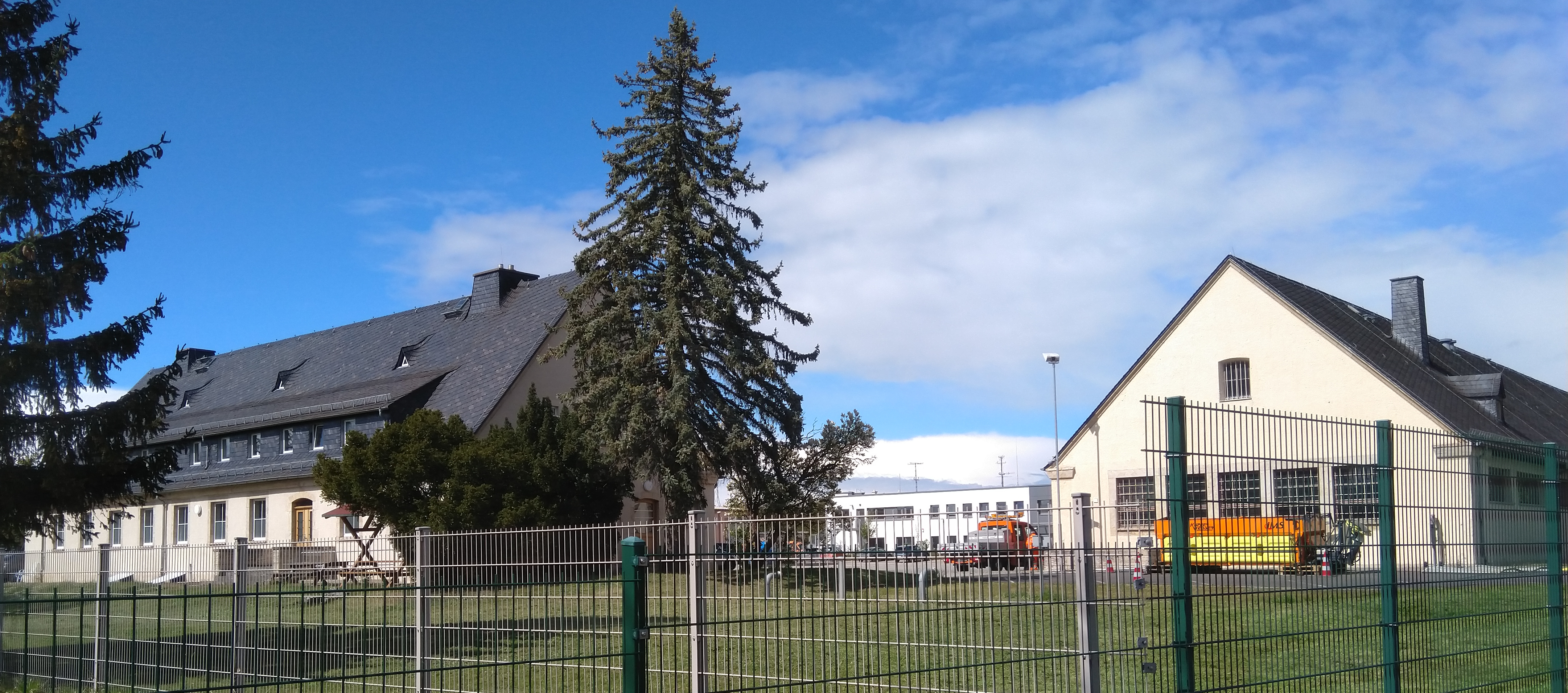
Hauptgebäude links

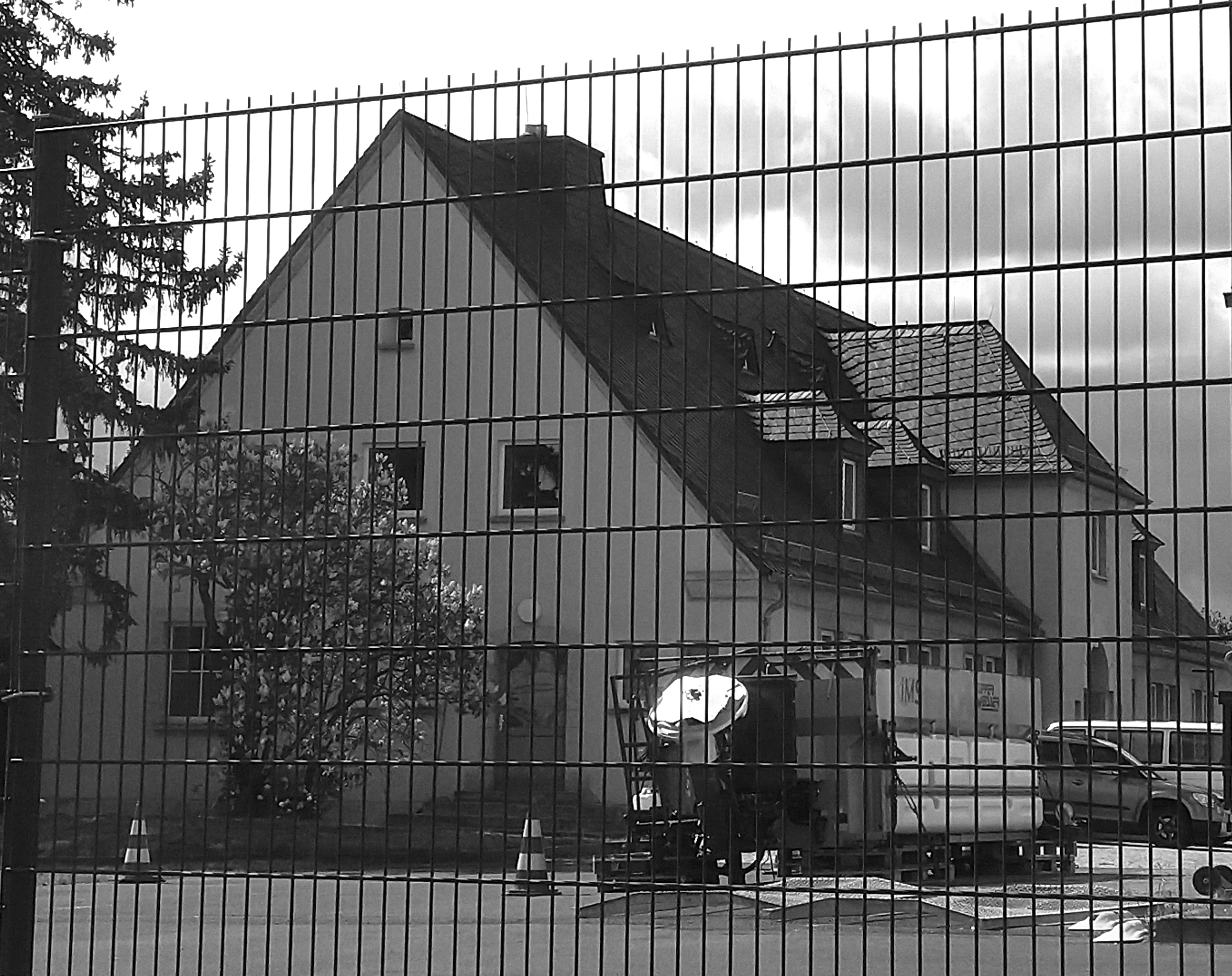
Historisches Hauptgebäude, Vorderansicht

Die Autobahn- und Fernmeldemeisterei im Weimarer Ortsteil Legefeld mit Dienst-, Werkstatt- und Wohngebäuden gilt als Kulturdenkmal.
Die Autobahnmeisterei ist für einen Thüringer Abschnitt der Bundesautobahn 4 zuständig. Sie entspricht der Autobahnmeisterei Weimar, die im Verzeichnis der Reichsautobahn-Straßenmeistereien aufgeführt ist.

## Geschichte und Beschreibung
Zwischen 1936 und 1939 entstand die Autobahnteilstrecke Jena–Gelmeroda–Erfurt und die damit verbundene Autobahnauffahrt Weimar im Zuge des Baus der Autobahn Dresden–Eisenach. Die Autobahnmeisterei wurde zwischen 1939 und 1941 nach einem Entwurf von Friedrich Tamms im Heimatschutzstil errichtet. Karina Loos beschreibt die Anlage in ihrer Dissertation wie folgt:

„Unter Verwendung einheimischer Materialien (Schiefer als Dacheindeckung, Naturstein im Sockelbereich und für die Rahmungen der Fenster, Türen und ebenso für die Rustifizierungen und den obligatorischen Reichsadler am Haupteingang zum Dienstgebäude) wurden langgestreckte ein- bzw. zweigeschossige Putzbauten mit regelmäßiger Lochfassade und steilem Satteldach gestaltet. Verwaltungsgebäude, Dienstgebäude und Fahrzeug- und Gerätehalle wurden um einen gepflasterten Betriebshof mit Tankstelle und einer Lagerstatt für Baumaterial gruppiert, die Wohngebäude mit Gärten entstanden etwas abseits, hinter dem Betriebshof. Mit ihrer Gestaltung folgte die gesamte Anlage den Forderungen der Heimatschutzbewegung nach Handwerk, Landschaftsgebundenheit und Regionalität“

Außer den Werkstatt-, Dienst- und Wohngebäuden der Legefelder Hauptstraße 2, 4, 6, 8, 10 und 14 befindet sich auf dem Gelände eine Halle für Kraftfahrzeuge. Diese und ein Dienstgebäude bildeten ursprünglich einen offenen, gepflasterten Hof zur nördlich gelegenen Autobahn; westlich schloss sich ein Reihenwohnhaus für Angestellte und ihre Familien an. Nach dem Zweiten Weltkrieg wurde die Anlage um mehrere Funktionsgebäude ergänzt, die die ursprüngliche räumliche Wirkung weitgehend verunklärten.
Die Anlage dient heute als Autobahnmeisterei Erfurt – Stützpunkt Legefeld der Unterhaltung der BAB 4 im Abschnitt Weimar. Die Gebäude stehen unter Denkmalschutz.